# Cardamine schulzii
Cardamine schulzii är en korsblommig växtart som beskrevs av Urbanska-worytkiew. Cardamine schulzii ingår i släktet bräsmor, och familjen korsblommiga växter. Inga underarter finns listade i Catalogue of Life.